# 努尔詹·塔伊兰

努尔詹·塔伊兰（Nurcan Taylan，1983年10月29日—），土耳其女子举重运动员，土耳其首位女子奥运会金牌得主，也是首位在奥运会女子举重比赛中击败中国选手的别国运动员。
塔伊兰自2003年起一直参加53公斤级比赛，但在2004年夏季奥林匹克运动会之前突然降低体重，改为参加48公斤级比赛，并在奥运会比赛中一举以210公斤的总成绩打破世界纪录，并击败中国选手李卓，夺得冠军。